# Liga Sudamericana de Clubes 2006
La Liga Sudamericana de Clubes 2006 fue la décima edición del (por esos años) torneo más importante de básquet en Sudamérica, y el tercero después de no haberse disputado en 2003. Participaron quince equipos provenientes de siete países, todos excepto Bolivia, Colombia y Ecuador tuvieron representante.
El campeón de esta edición fue el cuadro argentino de Ben Hur, que participaba pro primera vez en su historia. Logró su primer título en esta competencia.

## Participantes
| País                | Equipo                                                      | Vía de clasificación                                                                |
| ------------------- | ----------------------------------------------------------- | ----------------------------------------------------------------------------------- |
| Argentina 3 cupos   | Ben Hur Boca Juniors Libertad (Sunchales)                   | Campeón de la LNB 2004/05 Subcampeón de la LNB 2004/05 Tercero de la LNB 2004/05    |
| Brasil 3 cupos + CV | Unitri Uberlândia Ribeirão Preto COC Universo Ajax Brasília | Campeón defensor Tercero en la LNB 2005 Cuarto en la LNB 2005 Quinto en la LNB 2005 |
| Chile 1 cupo        | Deportes Ancud                                              | Campeón TOP 4 DIMAYOR 2006                                                          |
| Paraguay 2 cupos    | Club Libertad Deportivo San José                            | Campeón de la Temporada 2005 Subcampeón de la Temporada 2005                        |
| Perú 1 cupo         | Regatas Lima                                                | Campeón de la Liga Metropolitana 2005                                               |
| Uruguay 2 cupos     | Aguada Paysandú BBC                                         | - -                                                                                 |
| Venezuela 2 cupos   | Marinos de Anzoátegui Guaros de Lara                        | Campeón de la LPBV 2005 Subcampeón de la LPBV 2005                                  |

CV: campeón vigente, o campeón defensor.

## Modo de disputa
El torneo estuvo dividido en dos etapas, la fase de grupos y los play-offs.
Fase de grupos
Los catorce participantes se dividieron en cuatro grupos, dos de cuatro equipos y dos de tres equipos, donde disputaron partidos todos contra todos dentro de su grupo. Cada grupo tuvo una sede fija la cual fue sorteada previamente.
 Los dos mejores de cada grupo avanzaron a la siguiente fase, la de play-offs.
- Grupo A: Brasilia, Brasil.
- Grupo B: San Fernando del Valle de Catamarca, Argentina.
- Grupo C: Paysandú, Uruguay.
- Grupo D: Barquisimeto, Venezuela.

Play offs
Los ocho participantes se enfrentaron en parejas a duelos al mejor de tres, los cuales se jugaron 1-2, disputando dos partidos como local los primeros de grupo. Los cuatro ganadores avanzaron de fase y se enfrentaron nuevamente con el mismo formato.
La final se jugó al mejor de cinco encuentros, disputados 2-2-1.

## Fase de grupos

### Grupo A; Brasilia, Brasil
| Pos. | Equipo             | Pts | PJ | PG | PP | PF  | PC  | Dif |
| ---- | ------------------ | --- | -- | -- | -- | --- | --- | --- |
| 1.   | Ben Hur            | 6   | 3  | 3  | 0  | 288 | 236 | +52 |
| 2.   | Brasília           | 5   | 3  | 2  | 1  | 277 | 234 | +43 |
| 3.   | Deportivo San José | 4   | 3  | 1  | 2  | 240 | 299 | -59 |
| 4.   | Aguada             | 3   | 3  | 0  | 3  | 241 | 277 | -36 |

|  | Clasificado a la siguiente fase del torneo. |

Los horarios corresponde al huso horario de Brasilia, UTC -3:00.
| 17 de febrero, 18:00 | Ben Hur               | 101–80  | Deportivo San José | Brasilia                        |  |
|                      | Parciales: –, –, –, – |         |                    |                                 |  |
|                      |                       | Reporte |                    | Pabellón: Ginásio Nilson Nelson |  |

| 17 de febrero, 20:00 | Brasília              | 88–76   | Aguada | Brasilia                        |  |
|                      | Parciales: –, –, –, – |         |        |                                 |  |
|                      |                       | Reporte |        | Pabellón: Ginásio Nilson Nelson |  |

| 18 de febrero, 16:00 | Ben Hur               | 93–72   | Aguada | Brasilia                        |  |
|                      | Parciales: –, –, –, – |         |        |                                 |  |
|                      |                       | Reporte |        | Pabellón: Ginásio Nilson Nelson |  |

| 18 de febrero, 18:00 | Brasília              | 105–64  | Deportivo San José | Brasilia                        |  |
|                      | Parciales: –, –, –, – |         |                    |                                 |  |
|                      |                       | Reporte |                    | Pabellón: Ginásio Nilson Nelson |  |

| 19 de febrero, 16:00 | Aguada                | 93–96   | Deportivo San José | Brasilia                        |  |
|                      | Parciales: –, –, –, – |         |                    |                                 |  |
|                      |                       | Reporte |                    | Pabellón: Ginásio Nilson Nelson |  |

| 19 de febrero, 18:00 | Brasília              | 84–94   | Ben Hur | Brasilia                        |  |
|                      | Parciales: –, –, –, – |         |         |                                 |  |
|                      |                       | Reporte |         | Pabellón: Ginásio Nilson Nelson |  |

### Grupo B; Catamarca, Argentina
| Pos. | Equipo         | Pts | PJ | PG | PP | PF  | PC  | Dif |
| ---- | -------------- | --- | -- | -- | -- | --- | --- | --- |
| 1.   | Ribeirão Preto | 6   | 3  | 3  | 0  | 290 | 211 | +79 |
| 2.   | Boca Juniors   | 5   | 3  | 2  | 1  | 261 | 205 | +56 |
| 3.   | Libertad       | 4   | 3  | 1  | 2  | 259 | 310 | -51 |
| 4.   | Regatas Lima   | 3   | 3  | 0  | 3  | 199 | 283 | -84 |

|  | Clasificado a la siguiente fase del torneo. |

Los horarios corresponde al huso horario de San Fernando del Valle de Catamarca, UTC -3:00.
| 21 de febrero, 19:00 | Ribeirão Preto                    | 102–58  | Regatas Lima | San Fernando del Valle de Catamarca |  |
|                      | Parciales: –, (44–29), –, (58–29) |         |              |                                     |  |
|                      |                                   | Reporte |              | Pabellón: Polideportivo Capital     |  |

| 21 de febrero, 22:00 | Boca Juniors                      | 102–84  | Libertad | San Fernando del Valle de Catamarca |  |
|                      | Parciales: –, (61–37), –, (41–47) |         |          |                                     |  |
|                      |                                   | Reporte |          | Pabellón: Polideportivo Capital     |  |

| 22 de febrero, 20:00 | Ribeirão Preto                    | 118–84 | Libertad | San Fernando del Valle de Catamarca |
|                      | Parciales: –, (44–24), –, (74–60) |        |          |                                     |
|                      |                                   |        |          | Pabellón: Polideportivo Capital     |

| 22 de febrero, 22:00 | Boca Juniors                      | 90–51 | Regatas Lima | San Fernando del Valle de Catamarca |
|                      | Parciales: –, (46–26), –, (44–25) |       |              |                                     |
|                      |                                   |       |              | Pabellón: Polideportivo Capital     |

| 23 de febrero, 20:00 | Libertad                              | 91–90 | Regatas Lima | San Fernando del Valle de Catamarca |
|                      | Parciales: 14–28, 21–19, 23–17, 33–26 |       |              |                                     |
|                      |                                       |       |              | Pabellón: Polideportivo Capital     |

| 23 de febrero, 22:00 | Boca Juniors                      | 69–70 | Ribeirão Preto | San Fernando del Valle de Catamarca |
|                      | Parciales: –, (42–42), –, (27–28) |       |                |                                     |
|                      |                                   |       |                | Pabellón: Polideportivo Capital     |

### Grupo C; Paysandú, Uruguay
| Pos. | Equipo                | Pts | PJ | PG | PP | PF  | PC  | Dif |
| ---- | --------------------- | --- | -- | -- | -- | --- | --- | --- |
| 1.   | Marinos de Anzoátegui | 5   | 3  | 2  | 1  | 268 | 260 | +8  |
| 2.   | Unitri Uberlândia     | 5   | 3  | 2  | 1  | 274 | 252 | +22 |
| 3.   | Deportes Ancud        | 4   | 3  | 1  | 2  | 251 | 284 | -33 |
| 4.   | Paysandú BBC          | 4   | 3  | 1  | 2  | 260 | 257 | +3  |

|  | Clasificado a la siguiente fase del torneo. |

Las posiciones se determinaron por sistema olímpico, el ganador del partido entre los equipos empatados se ubicó en la posición superior.

Los horarios corresponde al huso horario de Paysandú, UTC -3:00.
| 15 de febrero, 21:00 | Paysandú              | 77–86   | Deportes Ancud | Paysandú               |  |
|                      | Parciales: –, –, –, – |         |                |                        |  |
|                      |                       | Reporte |                | Pabellón: Paysandú BBC |  |

| 15 de febrero, 23:00 | Unitri Uberlândia     | 81–83   | Marinos | Paysandú               |  |
|                      | Parciales: –, –, –, – |         |         |                        |  |
|                      |                       | Reporte |         | Pabellón: Paysandú BBC |  |

| 16 de febrero, 21:00 | Paysandú              | 100–81  | Marinos | Paysandú               |  |
|                      | Parciales: –, –, –, – |         |         |                        |  |
|                      |                       | Reporte |         | Pabellón: Paysandú BBC |  |

| 16 de febrero, 23:00 | Unitri Uberlândia     | 103–86  | Deportes Ancud | Paysandú               |  |
|                      | Parciales: –, –, –, – |         |                |                        |  |
|                      |                       | Reporte |                | Pabellón: Paysandú BBC |  |

| 17 de febrero, 19:00 | Marinos               | 104–79  | Deportes Ancud | Paysandú               |  |
|                      | Parciales: –, –, –, – |         |                |                        |  |
|                      |                       | Reporte |                | Pabellón: Paysandú BBC |  |

| 17 de febrero, 21:00 | Paysandú              | 83–90   | Unitri Uberlândia | Paysandú               |  |
|                      | Parciales: –, –, –, – |         |                   |                        |  |
|                      |                       | Reporte |                   | Pabellón: Paysandú BBC |  |

### Grupo D; Barquisimeto, Venezuela
| Pos. | Equipo               | Pts | PJ | PG | PP | PF  | PC  | Dif |
| ---- | -------------------- | --- | -- | -- | -- | --- | --- | --- |
| 1.   | Guaros de Lara       | 4   | 2  | 2  | 0  | 147 | 136 | +11 |
| 2.   | Libertad (Sunchales) | 3   | 2  | 1  | 1  | 156 | 154 | +2  |
| 3.   | Universo Ajax        | 2   | 2  | 0  | 2  | 133 | 146 | -13 |

|  | Clasificado a la siguiente fase del torneo. |

Los horarios corresponde al huso horario de Barquisimeto, UTC -4:30.
| 21 de febrero, 19:30 | Universo Ajax                     | 71–82   | Libertad (S) | Barquisimeto               |  |
|                      | Parciales: –, (36–31), –, (35–51) |         |              |                            |  |
|                      |                                   | Reporte |              | Pabellón: Domo Bolivariano |  |

| 22 de febrero, 19:30 | Guaros de Lara                    | 64–62   | Universo Ajax | Barquisimeto               |  |
|                      | Parciales: –, (37–36), –, (27–26) |         |               |                            |  |
|                      |                                   | Reporte |               | Pabellón: Domo Bolivariano |  |

| 23 de febrero, 19:30 | Guaros de Lara                    | 83–74 | Libertad (S) | Barquisimeto               |
|                      | Parciales: –, (36–38), –, (47–36) |       |              |                            |
|                      |                                   |       |              | Pabellón: Domo Bolivariano |

## Play offs
|  | Cuartos de final   | Cuartos de final | Cuartos de final  | Cuartos de final |                    |    | Semifinales               | Semifinales               | Semifinales               | Semifinales               |                    |    | Final             | Final             | Final             | Final             | Final             | Final             |  |
|  | 8 al 15 de marzo   | 8 al 15 de marzo | 8 al 15 de marzo  | 8 al 15 de marzo |                    |    | 29 de marzo al 6 de abril | 29 de marzo al 6 de abril | 29 de marzo al 6 de abril | 29 de marzo al 6 de abril |                    |    | 18 al 27 de abril | 18 al 27 de abril | 18 al 27 de abril | 18 al 27 de abril | 18 al 27 de abril | 18 al 27 de abril |  |
|  |                    |                  |                   |                  |                    |    |                           |                           |                           |                           |                    |    |                   |                   |                   |                   |                   |                   |  |
|  |                    |                  |                   |                  |                    |    |                           |                           |                           |                           |                    |    |                   |                   |                   |                   |                   |                   |  |
|  | COC Ribeirão Preto | 107              | 100               |                  |                    |    |                           |                           |                           |                           |                    |    |                   |                   |                   |                   |                   |                   |  |
|  | COC Ribeirão Preto | 107              | 100               |                  |                    |    |                           |                           |                           |                           |                    |    |                   |                   |                   |                   |                   |                   |  |
|  | Brasília           | 97               | 74                |                  |                    |    |                           |                           |                           |                           |                    |    |                   |                   |                   |                   |                   |                   |  |
|  | Brasília           | 97               | 74                |                  | COC Ribeirão Preto | 75 | 97                        | 89                        |                           |                           |                    |    |                   |                   |                   |                   |                   |                   |  |
|  |                    |                  |                   |                  | COC Ribeirão Preto | 75 | 97                        | 89                        |                           |                           |                    |    |                   |                   |                   |                   |                   |                   |  |
|  |                    |                  | Libertad (S)      | 76               | 71                 | 85 |                           |                           |                           |                           |                    |    |                   |                   |                   |                   |                   |                   |  |
|  | Marinos            | 78               | Libertad (S)      | 76               | 71                 | 85 | 79                        |                           |                           |                           |                    |    |                   |                   |                   |                   |                   |                   |  |
|  | Marinos            | 78               |                   |                  |                    |    |                           |                           |                           |                           |                    |    |                   |                   |                   |                   |                   |                   |  |
|  | Libertad (S)       | 97               | 87                |                  |                    |    |                           |                           |                           |                           |                    |    |                   |                   |                   |                   |                   |                   |  |
|  | Libertad (S)       | 97               | 87                |                  |                    |    |                           |                           |                           |                           | COC Ribeirão Preto | 81 | 79                | 84                | 71                |                   |                   |                   |  |
|  |                    |                  |                   |                  |                    |    |                           |                           |                           |                           | COC Ribeirão Preto | 81 | 79                | 84                | 71                |                   |                   |                   |  |
|  |                    |                  | Ben Hur           | 96               | 76                 | 97 | 86                        |                           |                           |                           |                    |    |                   |                   |                   |                   |                   |                   |  |
|  | Ben Hur            | 84               | Ben Hur           | 96               | 76                 | 97 | 86                        | 80                        |                           |                           |                    |    |                   |                   |                   |                   |                   |                   |  |
|  | Ben Hur            | 84               |                   |                  |                    |    |                           |                           |                           |                           |                    |    |                   |                   |                   |                   |                   |                   |  |
|  | Boca Juniors       | 75               | 65                |                  |                    |    |                           |                           |                           |                           |                    |    |                   |                   |                   |                   |                   |                   |  |
|  | Boca Juniors       | 75               | 65                |                  | Ben Hur            | 75 | 77                        | 85                        |                           |                           |                    |    |                   |                   |                   |                   |                   |                   |  |
|  |                    |                  |                   |                  | Ben Hur            | 75 | 77                        | 85                        |                           |                           |                    |    |                   |                   |                   |                   |                   |                   |  |
|  |                    |                  | Unitri Uberlândia | 80               | 71                 | 83 |                           |                           |                           |                           |                    |    |                   |                   |                   |                   |                   |                   |  |
|  | Guaros de Lara     | 73               | Unitri Uberlândia | 80               | 71                 | 83 | 79                        |                           |                           |                           |                    |    |                   |                   |                   |                   |                   |                   |  |
|  | Guaros de Lara     | 73               |                   |                  |                    |    |                           |                           |                           |                           |                    |    |                   |                   |                   |                   |                   |                   |  |
|  | Unitri Uberlândia  | 108              | 87                |                  |                    |    |                           |                           |                           |                           |                    |    |                   |                   |                   |                   |                   |                   |  |
|  | Unitri Uberlândia  | 108              | 87                |                  |                    |    |                           |                           |                           |                           |                    |    |                   |                   |                   |                   |                   |                   |  |
|  |                    |                  |                   |                  |                    |    |                           |                           |                           |                           |                    |    |                   |                   |                   |                   |                   |                   |  |

El equipo que figura primero en cada llave es el que obtuvo la ventaja de localías.

### Cuartos de final
Ribeirão Preto - Universo BRB
| 8 de marzo, 21:00 (UTC-3:00) | Brasília              | 97–107  | Ribeirão Preto | Brasilia                        |  |  |
|                              | Parciales: –, –, –, – |         |                |                                 |  |  |
|                              |                       | Reporte |                | Pabellón: Ginásio Nilson Nelson |  |  |
| serie 0 - 1                  |                       |         |                |                                 |  |  |
|                              |                       |         |                |                                 |  |  |

| 15 de marzo, 21:00 (UTC-3:00) | Ribeirão Preto        | 100–74  | Brasília | Ribeirão Preto |  |  |
|                               | Parciales: –, –, –, – |         |          |                |  |  |
|                               |                       | Reporte |          |                |  |  |
| serie 2 - 0                   |                       |         |          |                |  |  |
|                               |                       |         |          |                |  |  |

Marinos - Libertad (S)
| 8 de marzo, 21:00 (UTC-3:00) | Libertad (S)          | 97–78   | Marinos de Anzoátegui | Sunchales                        |  |  |
|                              | Parciales: –, –, –, – |         |                       |                                  |  |  |
|                              |                       | Reporte |                       | Pabellón: El Hogar de los Tigres |  |  |
| serie 1 - 0                  |                       |         |                       |                                  |  |  |
|                              |                       |         |                       |                                  |  |  |

| 15 de marzo, 21:00 (UTC-4:30) | Marinos de Anzoátegui | 79–87   | Libertad (S) | Puerto La Cruz                  |  |  |
|                               | Parciales: –, –, –, – |         |              |                                 |  |  |
|                               |                       | Reporte |              | Pabellón: La caldera del Diablo |  |  |
| serie 0 - 2                   |                       |         |              |                                 |  |  |
|                               |                       |         |              |                                 |  |  |

Ben Hur - Boca Juniors
| 8 de marzo, 21:00 (UTC-3:00) | Boca Juniors          | 75–84   | Ben Hur | Buenos Aires                      |  |  |
|                              | Parciales: –, –, –, – |         |         |                                   |  |  |
|                              |                       | Reporte |         | Pabellón: Microestadio Luis Conde |  |  |
| serie 0 - 1                  |                       |         |         |                                   |  |  |
|                              |                       |         |         |                                   |  |  |

| 15 de marzo, 21:00 (UTC-3:00) | Ben Hur               | 80–65   | Boca Juniors | Rafaela                      |  |  |
|                               | Parciales: –, –, –, – |         |              |                              |  |  |
|                               |                       | Reporte |              | Pabellón: El Coliseo del Sur |  |  |
| serie 2 - 0                   |                       |         |              |                              |  |  |
|                               |                       |         |              |                              |  |  |

Guaros de Lara - Ûberlandia
| 9 de marzo, 21:00 (UtC-3:00) | Ûberlandia            | 108–73  | Guaros de Lara | Uberlândia           |  |  |
|                              | Parciales: –, –, –, – |         |                |                      |  |  |
|                              |                       | Reporte |                | Pabellón: Sabiazinho |  |  |
| serie 1 - 0                  |                       |         |                |                      |  |  |
|                              |                       |         |                |                      |  |  |

| 15 de marzo, 21:00 (UTC-4:30) | Guaros de Lara        | 79–87   | Ûberlandia | Barquisimeto               |  |  |
|                               | Parciales: –, –, –, – |         |            |                            |  |  |
|                               |                       | Reporte |            | Pabellón: Domo Bolivariano |  |  |
| serie 0 - 2                   |                       |         |            |                            |  |  |
|                               |                       |         |            |                            |  |  |

### Semifinales
Ribeirão Preto - Libertad (S)
| 29 de marzo, 20:00 (UTC-3:00) | Libertad (S)          | 76–75   | Ribeirão Preto | Sunchales                        |  |  |
|                               | Parciales: –, –, –, – |         |                |                                  |  |  |
|                               |                       | Reporte |                | Pabellón: El Hogar de los Tigres |  |  |
| serie 1 - 0                   |                       |         |                |                                  |  |  |
|                               |                       |         |                |                                  |  |  |

| 5 de abril, 20:00 (UTC-3:00) | Ribeirão Preto        | 97–71   | Libertad (S) | Ribeirão Preto |  |  |
|                              | Parciales: –, –, –, – |         |              |                |  |  |
|                              |                       | Reporte |              |                |  |  |
| serie 1 - 1                  |                       |         |              |                |  |  |
|                              |                       |         |              |                |  |  |

| 6 de abril, 20:00 (UTC-3:00) | Ribeirão Preto        | 89–85   | Libertad (S) | Ribeirão Preto |  |  |
|                              | Parciales: –, –, –, – |         |              |                |  |  |
|                              |                       | Reporte |              |                |  |  |
| serie 2 - 1                  |                       |         |              |                |  |  |
|                              |                       |         |              |                |  |  |

Ben Hur - Ûberlandia
| 29 de marzo, 20:00 (UTC-3:00) | Ûberlandia            | 80–75   | Ben Hur | Uberlândia           |  |  |
|                               | Parciales: –, –, –, – |         |         |                      |  |  |
|                               |                       | Reporte |         | Pabellón: Sabiazinho |  |  |
| serie 1 - 0                   |                       |         |         |                      |  |  |
|                               |                       |         |         |                      |  |  |

| 5 de abril, 20:00 (UTC-3:00) | Ben Hur               | 77–71   | Ûberlandia | Rafaela                      |  |  |
|                              | Parciales: –, –, –, – |         |            |                              |  |  |
|                              |                       | Reporte |            | Pabellón: El Coliseo del Sur |  |  |
| serie 1 - 1                  |                       |         |            |                              |  |  |
|                              |                       |         |            |                              |  |  |

| 6 de abril, 20:00 (UTC-3:00) | Ben Hur               | 85–83   | Ûberlandia | Rafaela                      |  |  |
|                              | Parciales: –, –, –, – |         |            |                              |  |  |
|                              |                       | Reporte |            | Pabellón: El Coliseo del Sur |  |  |
| serie 2 - 1                  |                       |         |            |                              |  |  |
|                              |                       |         |            |                              |  |  |

### Final
Ribeirão Preto - Ben Hur
| 18 de abril, 21:00 (UTC-3:00) | Ribeirão Preto        | 81–96   | Ben Hur | Ribeirão Preto |  |  |
|                               | Parciales: –, –, –, – |         |         |                |  |  |
|                               |                       | Reporte |         |                |  |  |
| serie 0 - 1                   |                       |         |         |                |  |  |
|                               |                       |         |         |                |  |  |

| 19 de abril, 21:00 (UTC-3:00) | Ribeirão Preto        | 79–76   | Ben Hur | Ribeirão Preto |  |  |
|                               | Parciales: –, –, –, – |         |         |                |  |  |
|                               |                       | Reporte |         |                |  |  |
| serie 1 - 1                   |                       |         |         |                |  |  |
|                               |                       |         |         |                |  |  |

| 26 de abril, 21:00 (UTC-3:00) | Ben Hur               | 97–84   | Ribeirão Preto | Rafaela                      |  |  |
|                               | Parciales: –, –, –, – |         |                |                              |  |  |
|                               |                       | Reporte |                | Pabellón: El Coliseo del Sur |  |  |
| serie 2 - 1                   |                       |         |                |                              |  |  |
|                               |                       |         |                |                              |  |  |

| 27 de abril, 21:00 (UTC-3:00) | Ben Hur               | 86–71   | Ribeirão Preto | Rafaela                      |  |  |
|                               | Parciales: –, –, –, – |         |                |                              |  |  |
|                               |                       | Reporte |                | Pabellón: El Coliseo del Sur |  |  |
| serie 3 - 1                   |                       |         |                |                              |  |  |
|                               |                       |         |                |                              |  |  |

Ben Hur

Campeón

Primer título

## Plantel campeón
| Jugador            |
| ------------------ |
| Leonardo Gutiérrez |
| Raymundo Legaría   |
| Diego García       |
| Ramzee Stanton     |
| Jason Osborne      |
| Daniel Ederra      |
| Walter Storani     |
| Martín Vaquero     |
| Fabián Elías Saad  |

Entrenador:  Julio Lamas